# Convocazioni all'AVC Challenge Cup maschile 2024
Elenco dei giocatori convocate per l'AVC Challenge Cup 2024.

## Australia
| N° | Nome                 | Ruolo | Data di nascita  | Squadra             |
| -- | -------------------- | ----- | ---------------- | ------------------- |
| -  | Daniel Ilott         | All   | 27 gennaio 1975  | -                   |
| 1  | Beau Graham          | C     | 17 aprile 1994   | Kladno              |
| 2  | Arshdeep Dosanjh     | P     | 30 luglio 1996   | NOVA                |
| 4  | Jackson Holland      | L     | 30 novembre 1998 | Savo                |
| 8  | Trent O'Dea          | C     | 11 maggio 1994   | Nagano Tridents     |
| 9  | Matt Aubrey          | O     | 18 agosto 1997   | TalTech             |
| 10 | Sam Flowerday        | S     | 30 maggio 2002   | Thompson Rivers     |
| 11 | Luke Perry           | L     | 20 novembre 1995 | Warta Zawiercie     |
| 12 | Nehemiah Mote        | C     | 21 giugno 1993   | Charlottenburg      |
| 13 | Thomas Heptinstall   | O     | 1º marzo 1999    | Bengaluru Torpedoes |
| 19 | William D'Arcy-Miles | S     | 25 febbraio 2003 | UC Irvine           |
| 21 | Nicholas Butler      | P     | 27 giugno 1997   | Dinamo Bucarest     |
| 27 | Max Senica           | S     | 19 agosto 1999   | Ahmedabad Defenders |
| 29 | Ethan Garrett        | S     | 1º febbraio 2001 | Rennes              |
| 37 | Jacob Baird          | C     | 1º marzo 2003    | Saskatchewan        |

## Bahrein
| N° | Nome               | Ruolo | Data di nascita  | Squadra     |
| -- | ------------------ | ----- | ---------------- | ----------- |
| -  | Marco Queiroga     | All   | -                | -           |
| 5  | Husain Abdulla     | P     | 20 novembre 2000 | -           |
| 6  | Sayed Ali          | S     | 30 luglio 2003   | -           |
| 7  | Mahmood Alafyah    | P     | 19 dicembre 1993 | -           |
| 8  | Mahmood Abdulwaheb | S     | 19 febbraio 1996 | Dar Kulaib  |
| 9  | Mohamed Abdulla    | C     | 30 novembre 1999 | -           |
| 10 | Sayed Alabbar      | S     | 8 settembre 1999 | Al-Ahli     |
| 12 | Hani Allawi        | C     | 7 dicembre 2000  | Al-Ahli     |
| 13 | Ali Khamis         | O     | 4 ottobre 1991   | Al-Ahli     |
| 14 | Hasan Haider       | C     | 23 ottobre 2000  | Al-Muharraq |
| 15 | Naser Anan         | S     | 16 dicembre 1992 | Al-Ahli     |
| 17 | Mohamed Yaqoob     | S     | 7 agosto 1994    | Dar Kulaib  |
| 18 | Ayman Haroon       | L     | 6 settembre 1986 | -           |
| 20 | Abbas Sultan       | S     | 25 maggio 1998   | Dar Kulaib  |
| 21 | Hasan Warqaa       | C     | 24 aprile 2005   | Dar Kulaib  |

## Cina
| N° | Nome           | Ruolo | Data di nascita   | Squadra               |
| -- | -------------- | ----- | ----------------- | --------------------- |
| -  | Vital Heynen   | All   | 12 giugno 1969    | Nilüfer               |
| 2  | Jiang Chuan    | O     | 9 agosto 1994     | JT Thunders Hiroshima |
| 3  | Wang Hebin     | P     | 27 giugno 1999    | Guangdong             |
| 4  | Li Lei         | S     | 23 aprile 2001    | Shandong              |
| 6  | Yu Yuantai     | S     | 3 dicembre 1997   | Suntory Sunbirds      |
| 8  | Wang Dongchen  | C     | 1º giugno 2000    | WolfDogs Nagoya       |
| 9  | Li Yongzhen    | C     | 7 agosto 1998     | Zhejiang              |
| 10 | Yang Tianyuan  | L     | 28 giugno 1994    | Shanghai              |
| 12 | Zhang Binglong | S     | 11 settembre 1994 | Beijing               |
| 14 | Zhai Dejun     | S     | 2 gennaio 2000    | Shandong              |
| 15 | Peng Shikun    | C     | 26 agosto 2000    | Shanghai              |
| 16 | Qu Zongshuai   | L     | 20 gennaio 1999   | Shanghai              |
| 17 | Wang Jingyi    | O     | 7 febbraio 1998   | Shandong              |
| 22 | Zhang Jingyi   | S     | 20 dicembre 1999  | Belogor'e             |
| 26 | Liu Ze         | P     | 21 aprile 1998    | Beijing               |

## Corea del Sud
| N° | Nome             | Ruolo | Data di nascita   | Squadra            |
| -- | ---------------- | ----- | ----------------- | ------------------ |
| -  | Issanayê Ramires | All   | 11 dicembre 1983  | -                  |
| 1  | Lee Woo-jin      | S     | 16 maggio 2005    | -                  |
| 2  | Hwang Taek-eui   | P     | 12 novembre 1996  | Sangmu             |
| 5  | Park Kyeong-min  | L     | 5 giugno 1999     | Hyundai Skywalkers |
| 6  | Kim Yeong-jun    | L     | 18 ottobre 2000   | Woori WON          |
| 8  | Cha Ji-hwan      | S     | 9 maggio 1996     | OK Okman           |
| 9  | Lim Sung-jin     | S     | 11 gennaio 1999   | KEPCO Vixtorm      |
| 11 | Cha Yeong-seok   | C     | 17 aprile 1994    | Hyundai Skywalkers |
| 13 | Kim Jun-woo      | C     | 24 aprile 2000    | Samsung Bluefangs  |
| 15 | Han Tae-jun      | P     | 5 aprile 2004     | Woori WON          |
| 16 | Jeong Han-yong   | S     | 31 luglio 2001    | Korean Air Jumbos  |
| 18 | Choi Jun-hyeok   | C     | 25 marzo 2004     | Inha University    |
| 20 | Lee Sang-hyeon   | C     | 7 aprile 1999     | Woori WON          |
| 30 | Shin Ho-jin      | O     | 26 febbraio 2001  | OK Okman           |
| 99 | Kim Ji-han       | S     | 16 settembre 1999 | Woori WON          |

## Filippine
| N° | Nome                | Ruolo | Data di nascita   | Squadra         |
| -- | ------------------- | ----- | ----------------- | --------------- |
| -  | Sèrgio Veloso       | All   | -                 | -               |
| 3  | Josh Ybañez         | S     | 25 marzo 2003     | Growling Tigers |
| 4  | Vince Lorenzo       | L     | 11 luglio 1999    | Cignal HD       |
| 5  | Jade Disquitado     | S     | 18 maggio 2004    | Bulldogs        |
| 7  | Kim Malabunga       | C     | 8 maggio 1996     | Criss Cross     |
| 8  | John Bugaoan        | C     | 8 gennaio 1999    | Cignal HD       |
| 9  | Noel Kampton        | S     | 2 aprile 2000     | Green Spikers   |
| 10 | Angelo Almendras    | S     | 27 luglio 1999    | Bulldogs        |
| 11 | Joshua Umandal      | S     | 8 marzo 1999      | Cignal HD       |
| 13 | Ave Retamar         | P     | 7 marzo 2000      | Bulldogs        |
| 15 | Marck Espejo        | S     | 1º marzo 1997     | Criss Cross     |
| 16 | Rwenzmel Taguibolos | C     | 16 ottobre 2001   | Bulldogs        |
| 17 | Leo Ordiales        | O     | 2 gennaio 2003    | Bulldogs        |
| 19 | Joseph Bello        | P     | 20 agosto 2003    | Bulldogs        |
| 20 | Lloyd Josafat       | C     | 18 settembre 1999 | Cignal HD       |

## Indonesia
| N° | Nome              | Ruolo | Data di nascita  | Squadra              |
| -- | ----------------- | ----- | ---------------- | -------------------- |
| -  | Joni Sugiyatno    | All   | 30 marzo 1983    | Garuda Jaya          |
| 1  | Mohammad Setiawan | P     | 6 giugno 2006    | Garuda Jaya          |
| 2  | I Ketut Riski     | S     | 2 maggio 2006    | Garuda Jaya          |
| 3  | Muhammad Yoku     | C     | 7 gennaio 2002   | Surabaya BIN Samator |
| 4  | Darda Muhammad    | C     | 8 gennaio 2005   | Jakarta Bank DKI     |
| 8  | Rangga Hatmojo    | S     | 30 gennaio 2007  | Garuda Jaya          |
| 11 | Putrada Nugroho   | C     | 2 maggio 2005    | Jakarta LavAni       |
| 14 | Raihan Attorif    | L     | 25 gennaio 2006  | Garuda Jaya          |
| 16 | Krisna Krisna     | S     | 8 giugno 2005    | Garuda Jaya          |
| 17 | Rama Fauzan       | O     | 9 settembre 2002 | Surabaya Bank Jatim  |
| 18 | Agustino Agustino | C     | 26 agosto 2005   | Surabaya Bank Jatim  |
| 19 | Muhammad Reyhan   | L     | 22 maggio 2007   | Garuda Jaya          |
| 21 | Yohanes Prasasti  | O     | 5 dicembre 2004  | Jabar                |
| 25 | Fauzan Nibras     | O     | 31 maggio 2008   | Jabar                |
| 33 | Muhammad Helmi    | P     | 3 aprile 2004    | Surabaya Bank Jatim  |

## Kazakistan
| N° | Nome                    | Ruolo | Data di nascita   | Squadra  |
| -- | ----------------------- | ----- | ----------------- | -------- |
| -  | Viktor Kozik            | All   | 9 marzo 1967      | Jaiyq    |
| 1  | Yerikzhan Boken         | L     | 31 gennaio 1996   | Taraz    |
| 2  | Niyaz Nurgazin          | P     | 13 ottobre 1999   | Pavlodar |
| 3  | Vladimir Prokofyev      | C     | 9 febbraio 1993   | Jaiyq    |
| 5  | Boris Kempa             | S     | 25 maggio 1991    | Pavlodar |
| 7  | Aibat Netalin           | S     | 30 marzo 1992     | Aqtöbe   |
| 8  | Piotr Churzin           | O     | 25 settembre 1989 | Jaiyq    |
| 9  | Sergey Okunev           | L     | 22 novembre 1994  | Pavlodar |
| 11 | Damir Akimov            | C     | 22 settembre 1991 | Taraz    |
| 12 | Nodirkhan Kadirkhanov   | C     | 6 settembre 1991  | Taraz    |
| 18 | Vitaliy Vorivodin       | S     | 31 luglio 1990    | Jaiyq    |
| 21 | Mikhail Ustinov         | S     | 22 dicembre 1989  | Taraz    |
| 23 | Askar Serik             | C     | 28 settembre 1997 | Pavlodar |
| 24 | Nurlibek Nurmakhambetov | P     | 17 luglio 2000    | Taraz    |

## Pakistan
| N° | Nome            | Ruolo | Data di nascita  | Squadra           |
| -- | --------------- | ----- | ---------------- | ----------------- |
| -  | Ruben Wolochin  | All   | 30 giugno 1970   | -                 |
| 1  | Muhammad Hamad  | C     | 18 febbraio 1998 | Mardan            |
| 6  | Waleed Khan     | P     | 3 marzo 2001     | -                 |
| 7  | Usman Ali       | S     | 22 maggio 1999   | Shahdab Yazd      |
| 8  | Aimal Khan      | O     | 10 agosto 1990   | EEFA              |
| 9  | Fakhar Din      | S     | 1º dicembre 1995 | -                 |
| 11 | Murad Khan      | O     | 2 marzo 2000     | Korean Air Jumbos |
| 13 | Muhammad Naveed | P     | 1º gennaio 1994  | -                 |
| 14 | Abdul Zaheer    | C     | 25 febbraio 1996 | -                 |
| 15 | Murad Jehan     | S     | 22 aprile 1994   | -                 |
| 16 | Afaq Khan       | S     | 26 marzo 2000    | Atıraw            |
| 18 | Musawer Khan    | C     | 15 gennaio 2005  | Hoorsun Ramsar    |
| 19 | Nasir Ali       | L     | 12 maggio 1992   | Wapda             |
| 20 | Ali Haider      | C     | 8 aprile 2000    | -                 |
| 21 | Muhammad Yaseen | L     | 2 febbraio 1999  | -                 |

## Qatar
| N° | Nome                | Ruolo | Data di nascita  | Squadra      |
| -- | ------------------- | ----- | ---------------- | ------------ |
| -  | Camilo Soto         | All   | 25 giugno 1975   | -            |
| 1  | Youssef Oughlaf     | O     | 6 maggio 1989    | Qatar SC     |
| 2  | Papemaguette Diagne | C     | 23 febbraio 1997 | Qatar SC     |
| 3  | André Queiroz       | P     | 6 luglio 1992    | Al-Wakrah    |
| 4  | Renan Ribeiro       | S     | 30 dicembre 1989 | Al-Arabi     |
| 6  | Borislav Georgiev   | P     | 12 maggio 1992   | Police       |
| 7  | Belal Abunabot      | C     | 1º gennaio 1991  | Al-Rayyan    |
| 8  | Mohamed Widatalla   | S     | 9 settembre 2002 | Al-Sadd      |
| 10 | Ghanem Al-Remaihi   | L     | 6 dicembre 1993  | Al-Arabi     |
| 11 | Nikola Vasić        | S     | 6 aprile 1989    | Al-Rayyan    |
| 12 | Mubarak Dahi        | O     | 1º aprile 1991   | Al-Rayyan    |
| 13 | Wadidi Raimi        | S     | 20 ottobre 1995  | Al-Ahly Doha |
| 16 | Mohamed Ibrahim     | C     | 15 gennaio 1985  | Al-Arabi     |
| 18 | Ahmed Abdelrahim    | C     | 16 giugno 2003   | Al-Rayyan    |
| 19 | Naji Mahmoud        | L     | 16 dicembre 1994 | Police       |

## Taipei cinese
| N° | Nome            | Ruolo | Data di nascita  | Squadra |
| -- | --------------- | ----- | ---------------- | ------- |
| -  | Lin Chih-yung   | All   | -                | -       |
| 1  | Chang Hao-po    | S     | 29 giugno 2005   | -       |
| 2  | Chang Min-quan  | C     | 10 marzo 2006    | -       |
| 3  | Pan Yi-jung     | S     | 24 luglio 2006   | -       |
| 5  | Chine Yu-chen   | L     | 15 aprile 2006   | -       |
| 6  | Lo Wen-feng     | O     | 7 febbraio 2006  | -       |
| 7  | Lin Ting-wei    | O     | 8 maggio 2006    | -       |
| 8  | Jheng Wei-khih  | S     | 4 agosto 2005    | -       |
| 10 | Lin Yu-ting     | P     | 12 ottobre 2005  | -       |
| 11 | Chen You-cheng  | L     | 11 luglio 2005   | Conti   |
| 13 | Lin Zhi-chuan   | C     | 20 gennaio 2006  | -       |
| 14 | Pan Po-chen     | S     | 18 ottobre 2006  | -       |
| 15 | Pi Tsung-yuan   | C     | 23 giugno 2006   | -       |
| 18 | Chang Ting-han  | O     | 25 ottobre 2005  | -       |
| 20 | Jhang You-sheng | P     | 17 dicembre 2005 | -       |

## Thailandia
| N° | Nome                  | Ruolo | Data di nascita   | Squadra           |
| -- | --------------------- | ----- | ----------------- | ----------------- |
| -  | Park Ki-won           | All   | 25 agosto 1951    | -                 |
| 2  | Prasert Pinkaew       | C     | 30 novembre 1997  | DFRL Phitsanulok  |
| 3  | Amorntep Konhan       | O     | 6 ottobre 1995    | DFRL Phitsanulok  |
| 10 | Jakkrit Thanomnoi     | S     | 8 giugno 2003     | Nakhon Ratchasima |
| 11 | Siwadon Sanhatham     | L     | 12 dicembre 1997  | DFRL Phitsanulok  |
| 12 | Anuchit Pakdeekaew    | C     | 29 settembre 1996 | Diamond Food      |
| 14 | Thanapat Charoensuk   | L     | 14 maggio 1991    | Nakhon Ratchasima |
| 17 | Boonyarid Wongtorn    | P     | 29 gennaio 1998   | Nakhon Ratchasima |
| 18 | Sutthipong Donlakkham | O     | 24 agosto 2001    | Diamond Food      |
| 19 | Supakorn Jenthaisong  | S     | 15 febbraio 2002  | Oita Weisse Adler |
| 22 | Anurak Phanram        | S     | 23 agosto 1999    | Nakhon Ratchasima |
| 25 | Kissada Nilsawai      | C     | 17 aprile 1992    | Nakhon Ratchasima |
| 26 | Chaiwat Thungkham     | S     | 14 agosto 2000    | Vĩnh Long         |
| 43 | Thanathat Thaweerat   | O     | 14 febbraio 2000  | Muangphon         |
| 47 | Saranchit Charoensuk  | P     | 20 luglio 1987    | Nakhon Ratchasima |

## Vietnam
| N° | Nome              | Ruolo | Data di nascita   | Squadra          |
| -- | ----------------- | ----- | ----------------- | ---------------- |
| -  | Trần Ðình Tiền    | All   | 1º gennaio 1972   | Biên Phòng       |
| 1  | Huỳnh Trung Trực  | L     | 26 luglio 1990    | Sanest Khánh Hòa |
| 2  | Trịnh Duy Phúc    | L     | 27 maggio 1999    | Ninh Bình        |
| 3  | Dương Văn Tiên    | S     | 23 settembre 1998 | Khánh Hòa        |
| 4  | Quan Trong Nghia  | S     | 12 ottobre 1997   | Ninh Bình        |
| 5  | Tran Trien Chieu  | C     | 24 marzo 1996     | Sanest Khánh Hòa |
| 6  | Phạm Văn Hiệp     | O     | 27 agosto 2000    | Biên Phòng       |
| 7  | Pham Quoc Du      | O     | 1º gennaio 1996   | Sanest Khánh Hòa |
| 8  | Trần Duy Tuyến    | C     | 3 giugno 2001     | Biên Phòng       |
| 10 | Ðinh Văn Tu       | P     | 23 ottobre 1993   | Sanest Khánh Hòa |
| 11 | Trương Thế Khải   | C     | 1º gennaio 2004   | Biên Phòng       |
| 12 | Nguyễn Thanh Hải  | C     | 2 settembre 1994  | Ninh Bình        |
| 15 | Ðinh Văn Duy      | P     | 25 agosto 2000    | Biên Phòng       |
| 17 | Nguyễn Ngọc Thuân | S     | 17 maggio 1999    | Biên Phòng       |
| 22 | Trần Minh Đức     | S     | 1º gennaio 2001   | Biên Phòng       |